# Magnesioaubertite
La magnesioaubertite è un minerale appartenente al gruppo dell'aubertite.